# Camille-Christophe Gerono
Camille-Christophe Gerono (Parigi, 1799 – Parigi, 1891) è stato un matematico francese, coeditore dell'opera Nouvelles annales de mathématiques.
Soprattutto, si dedicò alla geometria, e grazie ai suoi studi gli fu intitolata la Lemniscata di Gerono, una curva a forma di otto rovesciato da lui studiata.